# Danh sách đội tuyển bóng đá nữ quốc gia

Bản đồ các liên đoàn thành viên khu vực

Dưới đây là danh sách các đội tuyển bóng đá nữ quốc gia trên thế giới, bao gồm các đội tuyển đang tồn tại hoặc đã giải thể, sáp nhập hay được kế thừa bởi các đội tuyển khác.

## Thành viên chính thức của FIFA
Hiện nay có 211 đội tuyển bóng đá nữ quốc gia là thành viên của FIFA, tổ chức thể thao lớn nhất thế giới và là tổ chức đông thành viên nhất. Ngoài ra còn có 11 đội tuyển bóng đá nữ quốc gia là thành viên của một trong những liên đoàn lục địa trực thuộc FIFA, nhưng không phải là thành viên của FIFA. Các đội tuyển bóng đá nữ quốc gia thành viên của FIFA đều có đủ tư cách để tham dự Giải vô địch bóng đá nữ thế giới và các trận đấu diễn ra giữa các đội tuyển được FIFA công nhận là các trận đấu quốc tế chính thức. Dựa trên kết quả các trận đấu diễn ra trong 4 năm gần nhất, Bảng xếp hạng bóng đá nữ FIFA được công bố hàng tháng để so sánh sức mạnh và sự phát triển của các đội tuyển.
Một số đội tuyển là thành viên của một liên đoàn châu lục thuộc FIFA nhưng không phải là thành viên FIFA được tham gia các giải đấu của liên đoàn và tiểu khu vực. Tuy nhiên, các đội này không được phép tham dự World Cup nữ.
Sáu liên đoàn bóng đá châu lục thành viên FIFA bao gồm:
- Châu Á – Liên đoàn bóng đá châu Á (AFC)
- Châu Phi – Liên đoàn bóng đá châu Phi (CAF)
- Bắc, Trung Mỹ và Caribe – Liên đoàn bóng đá Bắc, Trung Mỹ và Caribe (CONCACAF)
- Nam Mỹ – Liên đoàn bóng đá Nam Mỹ (CONMEBOL)
- Châu Đại Dương – Liên đoàn bóng đá châu Đại Dương (OFC)
- Châu Âu – Liên đoàn bóng đá châu Âu (UEFA)

FIFA tổ chức Giải vô địch bóng đá nữ thế giới nhằm mục đích xác định đội tuyển nữ quốc gia là nhà vô địch bóng đá nữ thế giới. Mỗi liên đoàn châu lục cũng tổ chức giải vô địch riêng để xác định đội tuyển xuất sắc nhất châu lục, bao gồm:
- AFC – Cúp bóng đá nữ châu Á
- CAF – Cúp bóng đá nữ châu Phi
- CONCACAF – Giải vô địch bóng đá nữ CONCACAF
- CONMEBOL – Cúp bóng đá nữ Nam Mỹ
- OFC – Cúp bóng đá nữ châu Đại Dương
- UEFA – Giải vô địch bóng đá nữ châu Âu

### Liên đoàn bóng đá châu Á (AFC)
Do kích thước địa lý của châu Á, AFC được chia làm 5 liên đoàn thành viên:
- Liên đoàn bóng đá Đông Nam Á (AFF) đại diện cho các quốc gia Đông Nam Á và Úc.
- Liên đoàn bóng đá Đông Á (EAFF) đại diện cho các quốc gia Đông Á, cùng với Guam và Quần đảo Bắc Mariana.
- Liên đoàn bóng đá Tây Á (WAFF) đại diện cho các quốc gia Tây Á, ngoại trừ Israel.
- Hiệp hội bóng đá Trung Á (CAFA) đại diện cho các quốc gia Trung Á, bao gồm Afghanistan, Iran, Nga và hầu hết các nước Trung Á thuộc Liên Xô, ngoại trừ Kazakhstan.
- Liên đoàn bóng đá Nam Á (SAFF) đại diện cho các quốc gia Nam Á.

| - Úc1 - Bahrain2 - Bangladesh - Bhutan - Campuchia - Trung Quốc3 - Đài Bắc Trung Hoa4 - Guam - Hồng Kông - Ấn Độ - Indonesia | - Iraq2 - Iran5 - Nhật Bản - Jordan2 - CHDCND Triều Tiên6 - Hàn Quốc7 - Kuwait2 - Kyrgyzstan8 - Lào - Liban2 - Ma Cao | - Malaysia - Maldives - Mông Cổ - Myanmar - Nepal - Quần đảo Bắc Mariana9,10 - Pakistan - Palestine2,11 - Philippines - Qatar2 - Ả Rập Xê Út2 | - Singapore - Sri Lanka - Syria2 - Tajikistan - Thái Lan - Đông Timor - Turkmenistan - Các Tiểu vương quốc Ả Rập Thống nhất2 - Uzbekistan - Việt Nam |

| - Brunei, Oman và Yemen không có đội tuyển bóng đá nữ. - Afghanistan, thành viên của AFC và FIFA, có đội tuyển nữ quốc gia cho đến năm 2021; các cựu thành viên đội tuyển nữ Afghanistan có trụ sở tại Úc hiện đang nộp đơn xin FIFA công nhận. |

1. Cơ quan quản lý bóng đá quốc gia trước đây là thành viên của OFC (1966–2006)
2. Cơ quan quản lý bóng đá quốc gia là thành viên của UAFA
3. Tên chính thức được FIFA và AFC sử dụng cho Cộng hòa Nhân dân Trung Hoa
4. Tên chính thức được FIFA và AFC sử dụng cho Trung Hoa Dân Quốc (Đài Loan); cơ quan quản lý bóng đá quốc gia này là thành viên của OFC từ năm 1975 đến năm 1989
5. Tên chính thức được FIFA và AFC sử dụng cho Cộng hòa Hồi giáo Iran
6. Tên chính thức được FIFA sử dụng cho Cộng hòa Dân chủ Nhân dân Triều Tiên là North Korea; tên chính thức được AFC sử dụng là DPR Korea
7. Tên chính thức được FIFA và AFC sử dụng cho Hàn Quốc là South Korea
8. Tên chính thức được FIFA và AFC sử dụng cho Kyrgyzstan
9. Cơ quan quản lý bóng đá quốc gia là thành viên chính thức của AFC nhưng không phải là thành viên của FIFA
10. Cơ quan quản lý bóng đá quốc gia trước đây là thành viên của OFC (2005–2009)
11. Tên chính thức được FIFA và AFC sử dụng cho đội tuyển quốc gia đại diện Lãnh thổ Palestine

### Liên đoàn bóng đá châu Phi (CAF)
Do kích thước địa lý của châu Phi, CAF được chia làm 5 liên đoàn thành viên:
- Hội đồng các hiệp hội bóng đá Đông và Trung Phi (CECAFA) đại diện cho các quốc gia Đông Phi và một vài quốc gia Trung Phi
- Hội đồng các hiệp hội bóng đá Nam Phi (COSAFA) đại diện cho các quốc gia và các đảo ở Nam Phi
- Liên hiệp bóng đá Tây Phi (WAFU) đại diện cho các quốc gia Tây Phi
- Liên hiệp các liên đoàn bóng đá Bắc Phi (UNAF) đại diện cho các quốc gia Bắc Phi
- Liên hiệp các liên đoàn bóng đá Trung Phi (UNIFFAC) đại diên cho một số quốc gia Trung Phi

| - Algérie1 - Angola - Bénin - Botswana - Burkina Faso - Burundi - Cameroon - Cabo Verde - Trung Phi - Tchad - Comoros1 - Cộng hòa Congo - Cộng hòa Dân chủ Congo2 - Bờ Biển Ngà | - Djibouti1 - Ai Cập1 - Guinea Xích Đạo - Eritrea - Eswatini - Ethiopia - Gabon - Gambia - Ghana - Guiné-Bissau - Guinée - Kenya - Lesotho - Liberia | - Libya1 - Madagascar - Malawi - Mali - Mauritanie1 - Mauritius - Maroc1 - Mozambique - Namibia - Nigeria - Niger - Réunion3 - Rwanda - São Tomé và Príncipe | - Sénégal - Seychelles - Sierra Leone - Nam Phi - Nam Sudan - Sudan1 - Tanzania - Togo - Tunisia1 - Uganda - Zambia - Zanzibar3,4,5 - Zimbabwe |

| - Somalia1 không có đội tuyển bóng đá nữ. |

1. Cơ quan quản lý bóng đá quốc gia là thành viên của UAFA
2. Tên chính thức được FIFA sử dụng cho Cộng hòa Dân chủ Congo là Congo DR; tên chính thức được CAF sử dụng là DR Congo
3. Cơ quan quản lý bóng đá quốc gia là thành viên liên kết của CAF nhưng không phải là thành viên của FIFA
4. Cơ quan quản lý bóng đá quốc gia là thành viên chính thức của CAF trong thời gian ngắn vào năm 2017
5. Cơ quan quản lý bóng đá quốc gia là thành viên của ConIFA; trước đây là thành viên của N.F.-Board.

### Liên đoàn bóng đá Bắc, Trung Mỹ và Caribe (CONCACAF)
CONCACAF được chia thành 3 liên đoàn khu vực:
- Liên đoàn bóng đá Caribe (CFU) đại diện cho tất cả các quốc gia thuộc vùng Caribe, cùng với Bermuda và ba quốc gia thuộc Nam Mỹ.[note 1]
- Liên đoàn bóng đá Bắc Mỹ (NAFU) đại diện cho ba quốc gia thuộc khu vực Bắc Mỹ (không bao gồm Trung Mỹ).
- Liên đoàn bóng đá Trung Mỹ (UNCAF) đại diện cho bảy quốc gia thuộc khu vực Trung Mỹ.

| - Anguilla - Antigua và Barbuda - Aruba - Bahamas - Barbados - Belize - Bermuda - Bonaire1 - Quần đảo Virgin thuộc Anh - Canada | - Quần đảo Cayman - Costa Rica - Cuba - Curaçao - Dominica - Cộng hòa Dominica - El Salvador - Grenada - Guadeloupe1 - Guatemala | - Guyana - Haiti - Honduras - Jamaica - Martinique1 - México - Nicaragua - Panamá - Puerto Rico - Saint Kitts và Nevis | - Saint Lucia - Saint Vincent và Grenadines - Sint Maarten1 - Suriname - Trinidad và Tobago - Quần đảo Turks và Caicos - Hoa Kỳ - Quần đảo Virgin thuộc Mỹ |

| - Montserrat không có đội tuyển bóng đá nữ. - Guyane thuộc Pháp1 và Saint Martin1, đều là thành viên của CONCACAF nhưng không phải là thành viên của FIFA, không có đội tuyển bóng đá nữ. |

1. Cơ quan quản lý bóng đá quốc gia là thành viên chính thức của CONCACAF nhưng không phải là thành viên của FIFA

### Liên đoàn bóng đá Nam Mỹ (CONMEBOL)
| - Argentina - Bolivia - Brasil - Chile - Colombia | - Ecuador - Paraguay - Perú - Uruguay - Venezuela |

### Liên đoàn bóng đá châu Đại Dương (OFC)
- Quần đảo Cook
- Fiji
- Kiribati*
- Nouvelle-Calédonie
- New Zealand
- Niue*
- Papua New Guinea
- Samoa
- Samoa thuộc Mỹ
- Quần đảo Solomon
- Tahiti
- Tonga
- Tuvalu*
- Vanuatu

* Không phải thành viên FIFA.
Nguồn: OFC và FIFA

### Liên đoàn bóng đá châu Âu (UEFA)
- Albania
- Andorra
- Anh
- Áo
- Armenia
- Azerbaijan
- Ba Lan
- Bắc Ireland
- Belarus
- Bỉ
- Bosna và Hercegovina
- Bồ Đào Nha
- Bulgaria
- Cộng hòa Ireland
- Séc
- Croatia
- Đan Mạch
- Đức
- Estonia
- Quần đảo Faroe
- Gibraltar
- Gruzia
- Hà Lan
- Hungary
- Hy Lạp
- Iceland
- Israel
- Kazakhstan
- Kosovo
- Latvia
- Liechtenstein
- Litva
- Luxembourg
- Bắc Macedonia
- Malta
- Moldova
- Montenegro
- Na Uy
- Nga
- Pháp
- Phần Lan
- România
- San Marino
- Scotland
- Serbia
- Síp
- Slovakia
- Slovenia
- Tây Ban Nha
- Thổ Nhĩ Kỳ
- Thụy Điển
- Thụy Sĩ
- Ukraina
- Wales
- Ý

* Không phải thành viên FIFA.
Nguồn: UEFA và FIFA

## Các quốc gia không còn tồn tại hoặc ngoài FIFA
- Anh Quốc
- Liên Xô
- Antille thuộc Hà Lan
- Tiệp Khắc